# Вали Гроув (Западна Вирџинија)
Вали Гроув (енгл. Valley Grove) град је у америчкој савезној држави Западна Вирџинија.

## Демографија
По попису из 2010. године број становника је 378, што је 27 (-6,7%) становника мање него 2000. године.
| Група             | 2000.       | 2010.       |
| Белци             | 403 (99,5%) | 372 (98,4%) |
| Афроамериканци    | 1 (0,2%)    | 0 (0,0%)    |
| Азијати           | 0 (0,0%)    | 0 (0,0%)    |
| Хиспаноамериканци | 0 (0,0%)    | 4 (1,1%)    |
| Укупно            | 405         | 378         |